# Carmelo Arden Quin
Carmelo Heriberto Alves (Rivera, Uruguay; 16 de marzo de 1913-Savigny-sur-Orge, Francia; 27 de septiembre de 2010) fue un artista plástico uruguayo que destacó en pintura y escultura, fundador junto al argentino-húngaro Gyula Kosice del arte Madí.

## Biografía
En 1932 comenzó a tomar clases  de pintura en Santana do Livramento, Brasil con el español Emilio Sanz.
En 1936 realizó sus primeras pinturas no ortogonales, transgrediendo los límites tradicionales del marco. Expuso estos trabajos en 
Conoció a Joaquín Torres García en enero de 1935, cuando asistió a su conferencia "Geometría, creación, proporción" en la Sede de la Sociedad Teosófica; este hecho determinó su futura inclinación hacia la abstracción y lo consideró su maestro.la Casa de España en Montevideo, en el marco de una manifestación en apoyo a la República Española. En noviembre de ese mismo año, también exhibió sus formas planas de colores primarios en la exposición colectiva de artes plásticas a beneficio de los intelectuales españoles en el Ateneo de Montevideo.
En 1938 se instaló en Buenos Aires donde frecuentó a los artistas de vanguardia y estudió Filosofía y Letras en la Universidad. En esta ciudad comparte el taller con el artista chileno Miguel Martínez. 
En julio de 1939 asistió a una retrospectiva de Emilio Pettoruti en el Círculo de Bellas Artes de Montevideo y estableció relación con el pintor uruguayo Rhod Rothfuss. Poco tiempo después y ya otra vez en Buenos Aires conoció a Gyula Kosice (un adolescente que se dedicaba a la marroquinería), Bayley y Godofredo Iommi.
En 1941 participó en la fundación del periódico bimestral El Universitario, donde publicó sus ideas políticas y estéticas. En 1944 publicó el primer y único número de la Revista Arturo, revista de arte abstracto de América Latina, en la que participaron Joaquín Torres García, Vicente Huidobro, Tomás Maldonado, Rhod Rothfuss y Gyula Kosice, entre otros. El artículo de apertura, firmado por Arden Quin, se tituló “Introducción al manifiesto. El móvil”. 
En 1946 formó el Grupo Madí, junto a Rhod Rothfuss y Gyula Kosice. Arden Quin realizó la lectura del Manifiesto Madí en el Instituto Francés de Estudios Superiores y participó en las exposiciones realizadas en la Galería Van Riel y en la Escuela Libre de Artes Plásticas Altamira. Integró la Primera Exposición Madista Internacional, organizada en el Ateneo de Montevideo. Realizó obras de marco poligonal, estructuras móviles, coplanares, cuadros-objeto y obras cóncavo-convexas.
En 1948 viajó a París, donde frecuentó a Michel Seuphor, Marcelle Cahn, Auguste Herbin, Jean Arp, Georges Braque y Francis Picabia, entre otros artistas de vanguardia. Allí realizó numerosas exposiciones y participó en el Salon des Realités Nouvelles.
En 1954 regresó por breve tiempo a la Argentina y junto a Aldo Pellegrini fundó la Asociación Arte Nuevo que, integrada por artistas de diferentes tendencias no figurativas (como Ana Sacerdote y Martín Blaszko), realizó su primera exposición en la Galería Van Riel en 1955.
A su regreso a París continuó su trabajo y en este período introdujo en su obra el collage y el découpage, recurso que utilizaría en forma exclusiva hasta 1971, año en que retomó la pintura. En 1962 creó la revista Ailleurs y, durante esa década participó en el movimiento de Poesía Concreta.
Entre las últimas exposiciones individuales estuvo en la Galerie Charley Chevalier, París (1973); Galerie Quincampoix, París (1977); Exposición Homenaje a sus sesenta años, Espace Latino-Americain, París (1983); Galería Niza, Brescia (1986); Galerie Down Town, París (1987); Galería el Patio Bremen, Alemania (1988) y Fundación Arte y Tecnología, Madrid (1997). En 1998 la Galería Ruth Benzacar de Buenos Aires organizó una importante muestra monográfica titulada Carmelo Arden Quin. Pinturas y objetos 1945-1995.
Participó en importantes exposiciones colectivas, tales como Art in Latin America. The Modern Era (1820-1990), en la Hayward Gallery de Londres (1989); Argentina. Arte Concreto Invención 1945; Grupo Madí 1946, en la Rachel Adler Gallery de Nueva York (1990); Arte Madí, en el Centro de Arte Reina Sofía de Madrid (1997) y Abstract art from Río de la Plata. Buenos Aires and Montevideo 1933/53 en The Americas Society de Nueva York (2001).
Falleció el 27 de septiembre de 2010, a los 97 años, en su casa de Savigny-sur-Orge, cerca de París.

## Premio
En 2012 la Fundación Konex le otorgó el Premio Konex de Honor como figura ya fallecida de sobresaliente relieve en las Artes Visuales.